# Línea 8 (Santa Rosa)
La línea 8 es una línea de colectivos urbana de Santa Rosa, que une el Barrio Escondido con el Bo. Centro. El boleto cuesta 34,35 pesos el general y 12,5 para estudiantes, jubilados y excombatientes.

## Recorrido principal
Ida
- Gandhi
- Avda. Brigadier Rosas
- Avda. Circunvalación
- Avda. A. Palacios
- Evangelista
- Avda. Arturo Illia
- Belgrano
- Córdoba
- Mansilla
- Villegas.

Vuelta
- Quintana
- Lagos
- Mitre
- Larrea
- Avda. Arturo Illia
- Evangelista
- Avda. A. Palacios
- Avda. Circunvalación
- Avda. Brigadier Rosas
- Gandhi.